# Bakui tévétorony
A bakui tévétorony (azeri nyelven Televiziya Qülləsi) szabadon álló beton telekommunikációs torony Azerbajdzsán fővárosában, Bakuban. 
Az 1996-ban elkészült torony 310 méteres magasságával Azerbajdzsán legmagasabb épülete és a legmagasabb betonépület a Kaukázusban. A város jelképe, amely gyakran feltűnik az azeri helyszínű filmes produkciókban. 62. emeletén, 175 méteres magasságban 2008-ban forgó étterem nyílt.
Nemzeti ünnepeken az azerbajdzsáni zászló kék-vörös-zöld színeiben világítják meg.

## Története
A tévétorony építéséről még a Szovjetunió Minisztertanácsa döntött. Az építkezés 1979-ben kezdődött, és az volt a terv, hogy 1985-ben befejeződik. De ez nem történt meg, sőt az építkezés jó időre leállt. 1993-ban folytatódott, miután Heydər Əliyev elnökként visszatért a hatalomba. 1996-ban az ő jelenlétében adták át a létesítményt.

## Fordítás
Ez a szócikk részben vagy egészben  a   Baku TV Tower című angol Wikipédia-szócikk ezen változatának fordításán alapul.  Az eredeti cikk szerkesztőit annak laptörténete sorolja fel. Ez a jelzés csupán a megfogalmazás eredetét és a szerzői jogokat jelzi, nem szolgál a cikkben szereplő információk forrásmegjelöléseként.